# Stara Synagoga w Mielcu
Stara Synagoga w Mielcu – pierwsza, drewniana synagoga znajdująca się w Mielcu na rogu obecnej ulicy Joachima Lelewela.
Synagoga została zbudowana w 1721 roku. Przetrwała aż do pożaru miasta w 1856 roku (spłonęły wówczas jeszcze dwie inne bóżnice). Pod koniec XIX wieku wybudowano nową, murowaną synagogę.